# Ant-Man (banda sonora)
Ant-Man (Original Motion Picture Soundtrack) es la banda sonora de la película de Marvel Studios Ant-Man. La música fue compuesta por Christophe Beck. Hollywood Records lanzó el álbum en formato digital el 17 de julio de 2015, y en formato físico el 7 de agosto de 2015.

## Antecedentes
En febrero de 2014, el director Edgar Wright tuiteó que Steven Price haría la música de la película. Sin embargo, Price dejó el proyecto poco después de la partida de Wright del mismo en mayo de 2014. En enero de 2015, Christophe Beck, que trabajó con el reemplazo de Wright, Peyton Reed en Bring It On, fue contratado para sustituir a Price. Al describir la banda sonora de la película, Beck dijo, "Para Ant-Man, quería escribir en la gran tradición sinfónica de mis películas de superhéroes favoritas, con un amplio alcance y un tema principal grande y pegadizo. Sin embargo, lo que distingue a esta banda sonora entre otras de Marvel, es un sutil sentido de diversión ya que, después de todo, no es solo una película de superhéroes, sino también una comedia de robo." La banda sonora fue lanzada en formato digital el 17 de julio de 2015 y en medio físico el 7 de agosto.

## Lista de canciones
Toda la música compuesta por Christophe Beck, excepto que se indique lo contrario. 
| N.º     | Título | Música          | Duración |  |
| 1.      | «Theme from Ant-Man» |                 | 2:46     |  |
| 2.      | «Honey, I Shrunk Myself» |                 | 2:29     |  |
| 3.      | «Escape from Jail» |                 | 1:51     |  |
| 4.      | «Ant 247» |                 | 1:13     |  |
| 5.      | «Paraponera Clavata» |                 | 1:24     |  |
| 6.      | «San Francisco, 1987» |                 | 2:37     |  |
| 7.      | «I'll Call Him Anthony» |                 | 2:50     |  |
| 8.      | «Tiny Telepathy» |                 | 2:02     |  |
| 9.      | «First Mission» (incluye el tema de The Avengers de Alan Silvestri y el tema de Falcon de Captain America: The Winter Soldier de Henry Jackman) |                 | 3:23     |  |
| 10.     | «Signal Decoy» |                 | 0:51     |  |
| 11.     | «Old Man Have Safe» |                 | 2:25     |  |
| 12.     | «Pym's Lab» |                 | 1:26     |  |
| 13.     | «Antfiltration» |                 | 1:20     |  |
| 14.     | «Your Mom Died a Hero» |                 | 2:03     |  |
| 15.     | «Scott Surfs on Ants» |                 | 1:11     |  |
| 16.     | «The Water Main» |                 | 1:14     |  |
| 17.     | «CrossTech Break-In» |                 | 1:47     |  |
| 18.     | «Into the Hornet's Nest» |                 | 3:00     |  |
| 19.     | «Become the Hero» |                 | 1:52     |  |
| 20.     | «Insecticide» |                 | 2:51     |  |
| 21.     | «A Center for Ants!» |                 | 1:15     |  |
| 22.     | «Cross Gets Cross» |                 | 1:52     |  |
| 23.     | «Fight of the Bumblebee» |                 | 1:44     |  |
| 24.     | «Ants on a Train» |                 | 1:43     |  |
| 25.     | «Small Sacrifice» |                 | 3:36     |  |
| 26.     | «About Damn Time» |                 | 0:39     |  |
| 27.     | «Tales to Astonish!» |                 | 1:47     |  |
| 28.     | «Borombon» (solo álbum) | Camilo Azuquita | 2:49     |  |
| 29.     | «Escape» (solo álbum) | Roy Ayers       | 2:14     |  |
| 30.     | «I'm Ready» (solo álbum) | Commodores      | 3:20     |  |
| 31.     | «Pink Gorilla» (solo álbum) | HLM             | 3:46     |  |
| 1:05:20 | |                 |          |  |